# RRC Tournai
El RRC Tournai fue un equipo de fútbol de Bélgica que alguna vez jugó en la Primera División de Bélgica, la máxima categoría de fútbol en el país.

## Historia
Fue fundado en el año 1908 en la ciudad de Tournai por Felix Delannay y Georges Syoen, dos estudiantes de la localidad con el nombre RC Tournasien con el fin de encontrarle un rival al US Tournasienne, que fue fundado 5 años antes y era el primer equipo de la ciudad de Tournai, pero con tendencia anticlerical, mientras que el RRC era católico. En 1934 cambian de nombre por el más reciente.
El 21 de mayo de 1909 se afilió a la Real Federación Belga de Fútbol con la matrícula nº36, y dos años después juega en torneos oficiales por primera vez. En 1926 juega por primera vez a nivel nacional con el nacimiento de la Tercera División de Bélgica.
En 1956 consigue ganar su primer torneo importante, el cual fue ganar la Copa de Bélgica al vencer en la final al CS Verviers el 10 de junio de ese año. En la temporada siguiente consigue el ascenso a la Primera División de Bélgica por primera vez en su historia, pero descendieron esa temporada tras quedar de 15º entre 16 equipos.
Posteriormente el club pasó como un club nómada entre la segunda y cuarta categoría, principalmente militó en la Tercera División de Bélgica, en la cual jugó por más de 40 temporadas hasta que en el año 2002 se fusiona con el RUS Tournai para crear al RFC Tournai, con lo que la matrícula nº36 desapareció.

## Palmarés
- Tercera División de Bélgica: 4

1938/39, 1951/52, 1954/55, 1966/67
- Promoción: 2

1978/79, 1995/96
- Copa de Bélgica: 1

1955/56
- Trofeo Jules Pappaert: 2

1958, 1967
- Trofeo Breitling: 1

1952